# Masdevallia spilantha
Masdevallia spilantha är en orkidéart som beskrevs av Willibald Königer. Masdevallia spilantha ingår i släktet Masdevallia och familjen orkidéer. Inga underarter finns listade i Catalogue of Life.